# Myrskyntuoja
Myrskyntuoja è il terzo album del gruppo heavy metal finlandese Teräsbetoni, pubblicato il 19 marzo 2018 dalla Warner Music Finland.

## Tracce
1. Voiman vartijat – 4:26
2. Painajainen – 4:13
3. Missä miehet ratsastaa – 3:55
4. Ukkoshevonen – 3:19
5. Orjakaleeri – 5:24
6. Paha sanoo – 3:56
7. Teräksen taakka – 5:27
8. Metallin voima – 4:10
9. Kuumilla porteilla – 4:24
10. Vihollisille – 3:52
11. Huominen tulla jo saa – 5:15
12. Seiso suorassa – 4:49

## Formazione
- Jarkko Ahola – voce, basso
- Arto Järvinen – chitarra, cori
- Viljo Rantanen – chitarra
- Jari Kuokkanen – batteria